# Ајзеја Тод
Ајзеја Тод (рођен 17. октобра 2001.) је амерички професионални кошаркаш за Вашингтон визардсе из Националне кошаркашке асоцијације (НБА). Био је регрут са пет звездица и један од најбољих нападача у класи 2020. Бивши обавезан у Мичигену, Тод је одлучио да се одрекне квалификација за факултет да би постао први играч у историји који је потписао уговор са НБА Г лигом Игните. Средњошколску каријеру завршио је на хришћанској академији Реч Божија у Ролију, Северна Каролина.

## Биографија

### НБА Г лига Игнајт(2020–2021)
Тод је 17. априла 2020. потписао једногодишњи уговор са НБА Г лигом Игнајт, развојним тимом који је повезан са НБА Г лигом. Привукла га је Г лига јер је желео да „учи од професионалаца и учи од НБА тренера.“ Тод је просечно бележио 12,3 поена и 4,9 скокова по утакмици.

### Вашингтон Визардси (2021 – данас)
Тод је изабран у другој рунди НБА драфта 2021. 31. пиком Милвоки бакса. Након тога је промењен у Индијана пејсерсе за права на драфту за 54. и 60. пикове, Сандра Мамукелашвилија и Георгиоса Калајцакиса, и два будућа пика на драфту у другом кругу. Затим је промењен у тим свог родног града, Вашингтон визардсе, заједно са Ароном Холидејом за права на драфту Ајзеје Џексона, у размени пет тимова.
Дана 28. јануара 2022. Визардси су суспендовали Тода на једну утакмицу због „понашања штетног по тим.“ Тод се појавио у 12 утакмица за Визардсе током сезоне 2021-2022.

## Статистика

### НБА

#### Регуларна сезона
| Сезона   | Екипа              | ОУ | СУ | МПУ | ПШ%  | 3П%  | СБ%  | СПУ | АПУ | УПУ | БПУ | ППУ |
| -------- | ------------------ | -- | -- | --- | ---- | ---- | ---- | --- | --- | --- | --- | --- |
| 2021–22  | Вашингтон визардси | 12 | 0  | 6.2 | .269 | .250 | .333 | 1.0 | .3  | .3  | .2  | 1.7 |
| Каријера | Каријера           | 12 | 0  | 6.2 | .269 | .250 | .333 | 1.0 | .3  | .3  | .2  | 1.7 |